# Say (sucreries)
Pour les articles homonymes, voir Say.
Say est une entreprise de transformation de la canne à sucre et de raffinage créée à Nantes en 1812 par Louis Say (frère de l'économiste Jean-Baptiste Say).
Elle fait l'objet en 1972 d'une fusion avec la société Béghin qui en prend le contrôle en 1967 pour devenir la société Béghin Say.

## La sucrerie Say

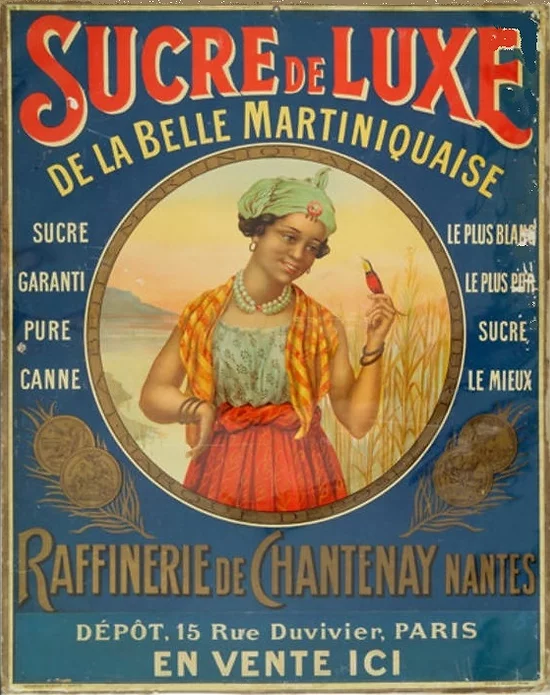

La sucrerie de canne Say est créée en 1812 à Nantes par Louis Say sous le nom Louis Say et Cie[réf. à confirmer]. Louis Say, fondateur de la sucrerie, achète le terrain de la Raffinerie de la Jamaïque en 1832 alors située à Ivry[réf. nécessaire] (partie rattachée à Paris en 1860 et devenue une partie du 13e arrondissement de Paris) derrière la barrière des Deux-Moulins et du village d'Austerlitz un quadrilatère délimité par les actuelles boulevard Vincent-Auriol, rues Jeanne d'Arc, Clisson et Dunois. Deux à trois tonnes de sucre sortent quotidiennement des chaudrons de la raffinerie dès 1832, et sa réussite en fait une entreprise de taille mondiale avec l'avènement du sucre « indigène » produit de la betterave.
Constant Say crée des primes et des retraites pour les infirmes et les anciens ouvriers, en 1863 et, cinq ans plus tard, une caisse de secours pour les malades et les blessés[réf. souhaitée]. Il est sollicité en 1885 pour une levée de fonds par l'ingénieur François Delori, sucrier belge à Snaaskerke pour la reprise du site de Pont d'Ardres alors en sommeil, Henry Say s'associe à part minoritaire avec ce dernier pour créer La Sucrerie d'Ardres, Delori & Cie.
Dix ans plus tard, en 1895, Henry Say et son bras droit Ernest Cronier s'associent avec François Delori et intègrent le site de Pont d'Ardres au groupe Henry SAY et Cie. sous le nom Société des sucreries Henry Say. Henry Say décède en 1899. La totalité de la production de sucre du groupe est de 116 000 tonnes/an (soit 317 tonnes/jour) tous sites confondus (La raffinerie de la Jamaïque à Ivry, Sucrerie d'Ardres, La sucrerie d'Estrée-Blanche, ...) avec une capacité de production qui est estimée à 180 000 tonnes/an (environ 500 tonnes jour). En 1905, le groupe Henry SAY et Cie. subit le contrecoup d'opérations spéculatives hasardeuses de la part de son principal dirigeant Ernest Cronier qui mettra fin à ses jours. L'affaire, connue sous le nom du Corner de 1905 sur le sucre égyptien prive le groupe Say d'une grande partie de ses sites, dont la possibilité de continuer à gérer le plus emblématique d'entre eux, La raffinerie de la Jamaïque à Ivry.

## Acquisitions au milieu duXXesiècle
L'entreprise Say rachète, dans les années 1930, la raffinerie Cossé-Duval à Nantes, ainsi que sa marque « À La Perruche »,. Dans les années 1960, Say continue à acquérir de nouvelles entreprises en commençant par la sucrerie de Chevrières dans l'Oise en 1963 puis en devenant actionnaire majoritaire de la sucrerie d'Attigny, dans les Ardennes, en 1966.

## Fusion avec Béghin
En 1967, Say reçoit une offre publique d'achat (OPA), d'un consortium regroupant les entreprises Béghin, Tate and Lyle, la société de la ville de Tirlemont en Belgique ainsi que de la raffinerie italienne Eridania. L'offre effectuée par le consortium voit l'action évaluée à 155 francs (correspondant à environ 227 euros en 2024). La société Béghin devient actionnaire majoritaire cette même année avec environ 30% du capital racheté. L'année suivante, l'usine du boulevard Vincent-Auriol ferme ses portes. Finalement la société fusionne avec Béghin en 1972, et devient Béghin Say. Cette fusion, entre la troisième et deuxième société sucrière de France en 1973, permet au groupe de devenir numéro 1 à l'échelle européenne, dépassant ainsi le groupe anglais Tate and Lyle.

## Galerie

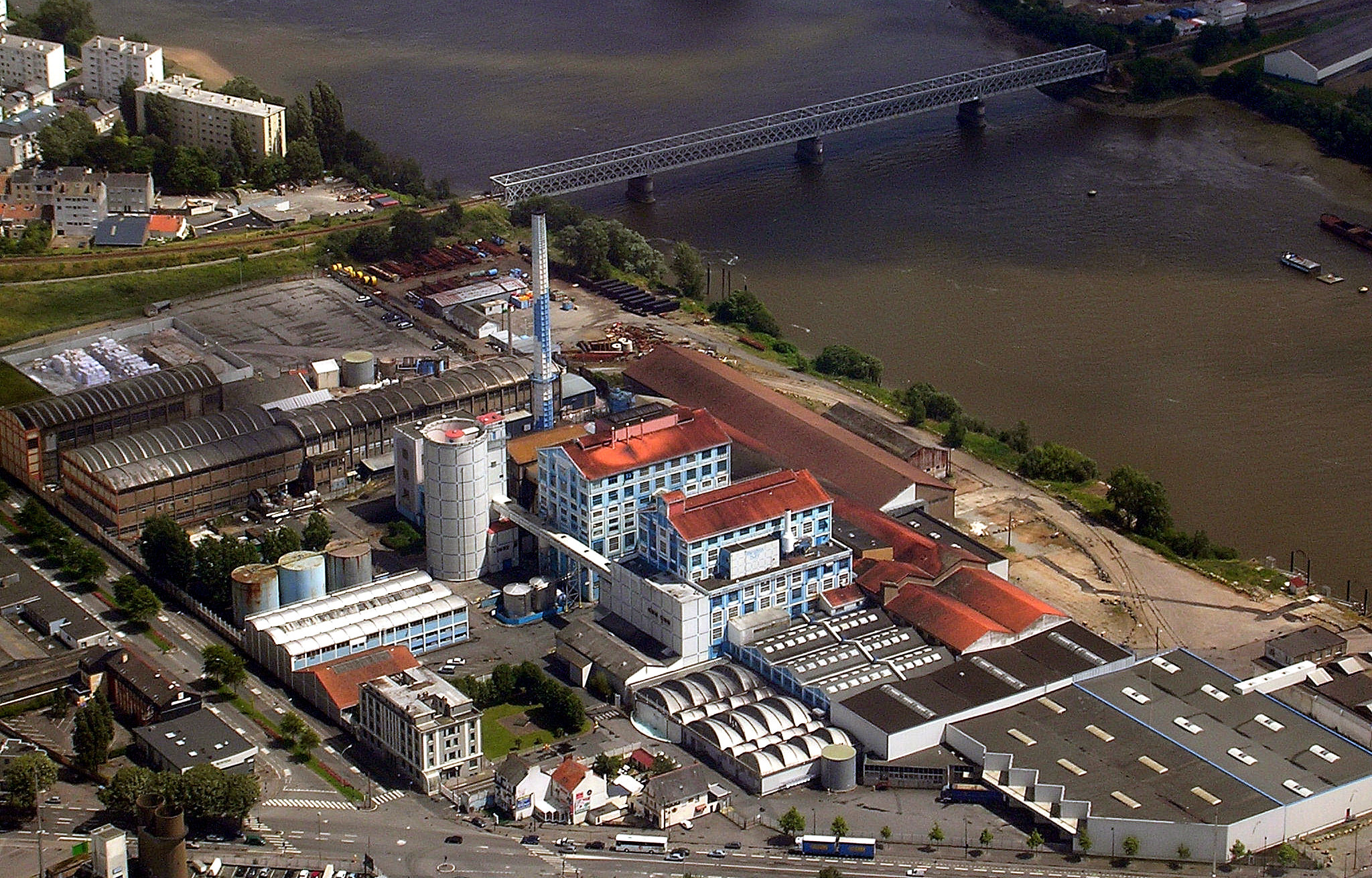
La boîte bleue, sur l'île de Nantes
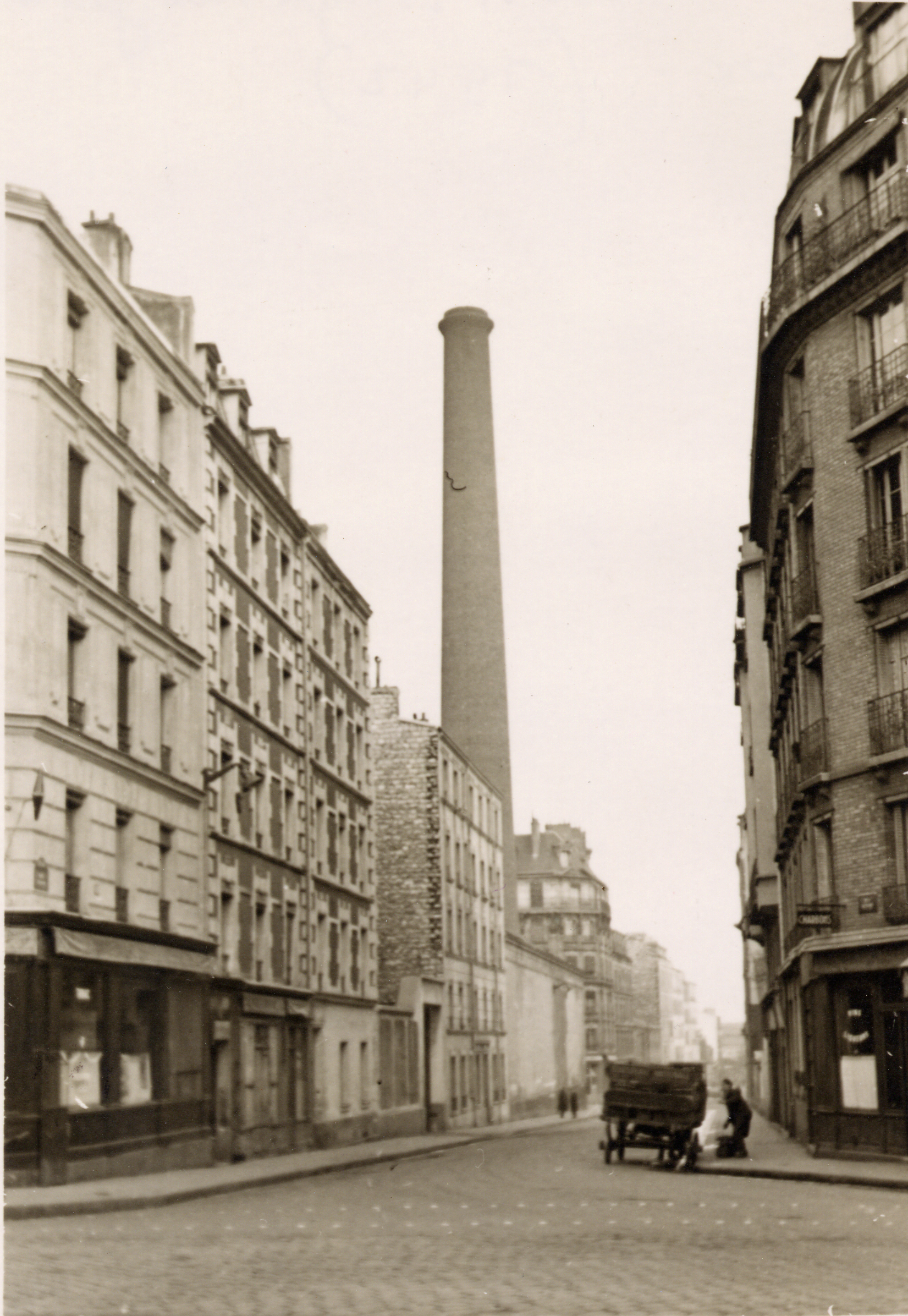
La cheminée de l'usine parisienne vue depuis la rue Clisson.
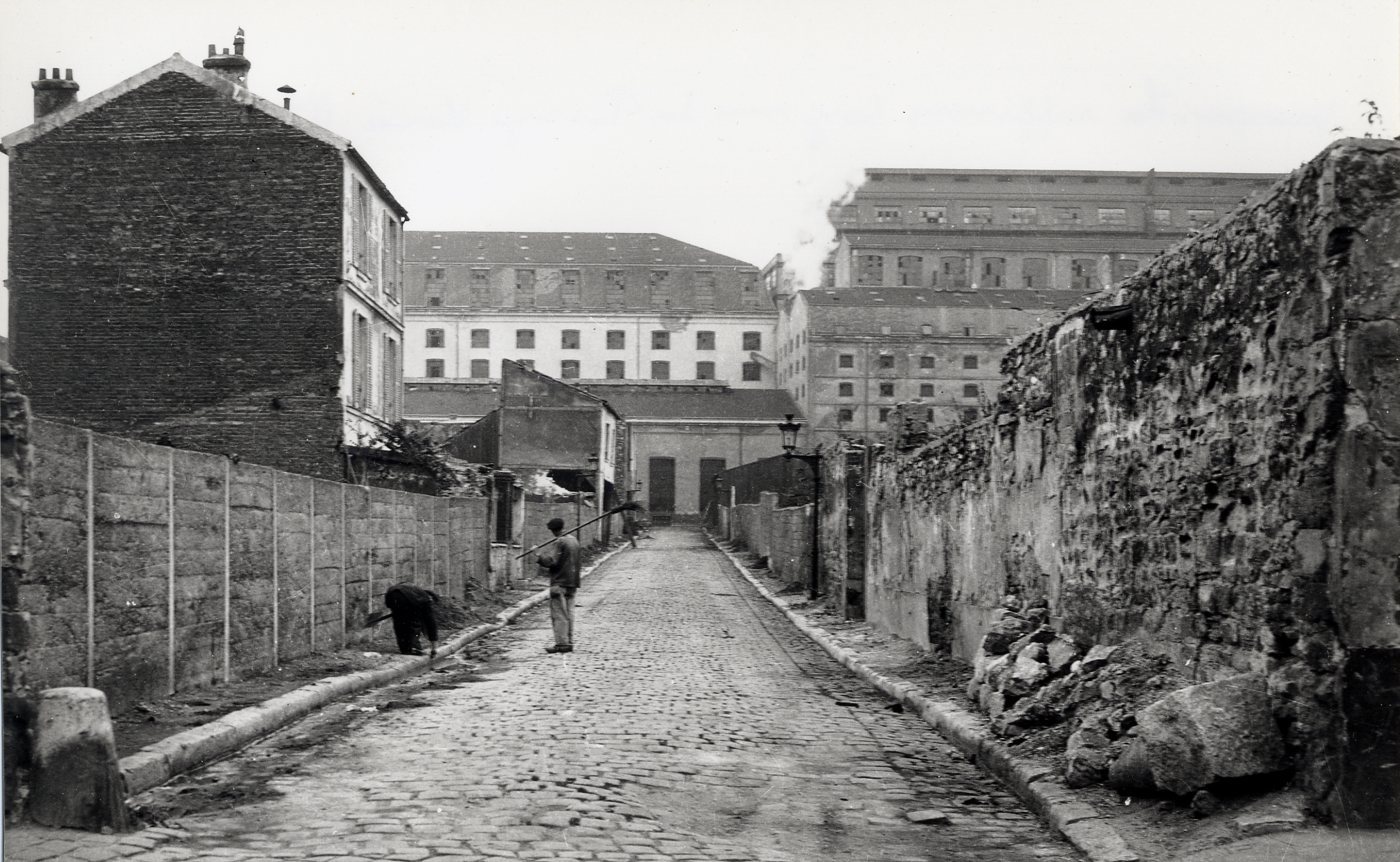
L'usine parisienne en 1945 (façade rue Dunois, vue depuis le passage Levée).
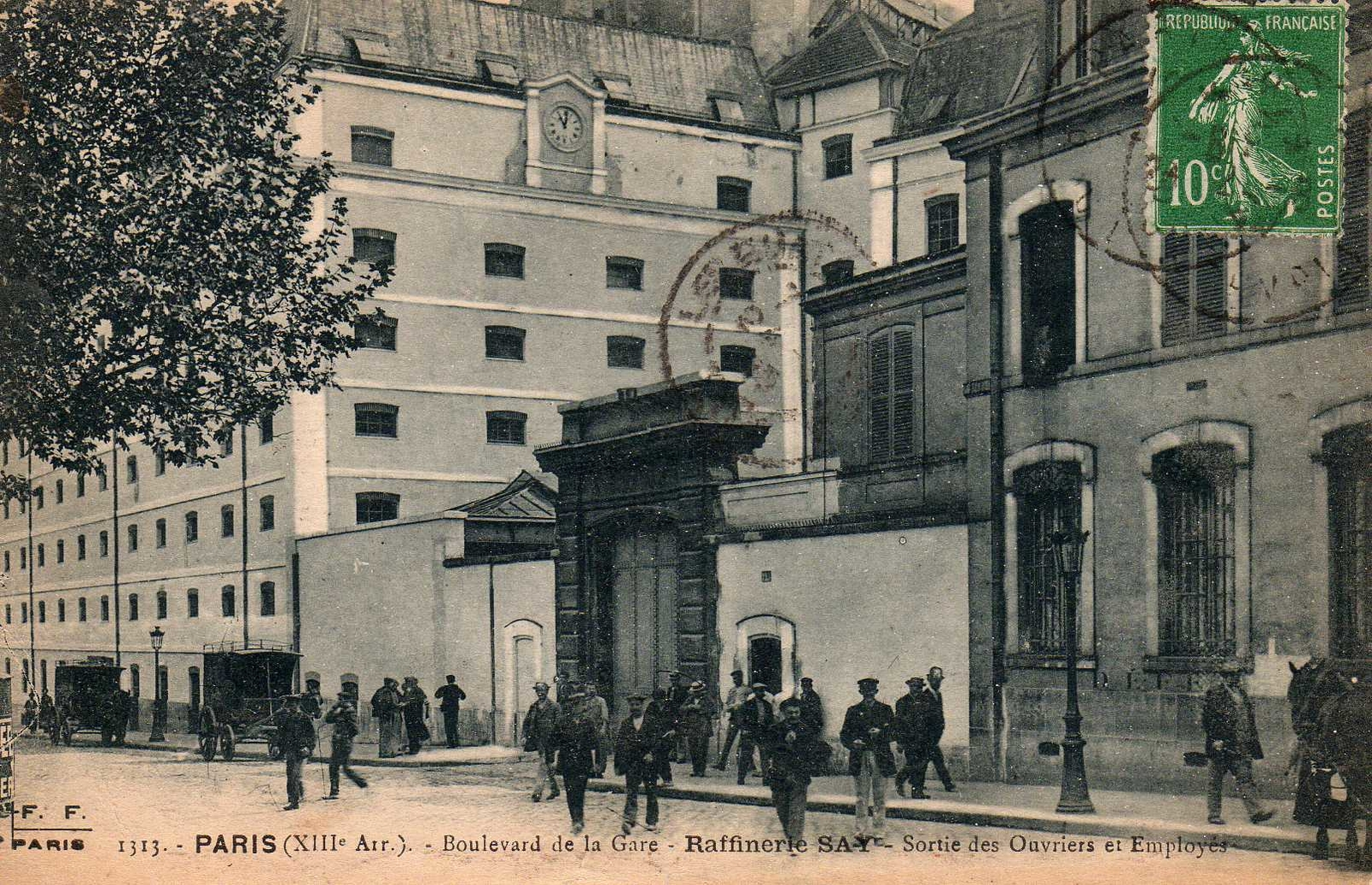
Vue de la raffinerie du Boulevard de la gare (Boulevard Vincent-Auriol)13e